# Debugfs

debugfs는 버전 2.6.10-rc부터 리눅스 커널에서 사용되는 특별한 파일 시스템이다. 이것은 Greg Kroah-Hartman에 의해 만들어졌다.
debugfs는 디버깅 목적으로 특별히 설계된 쉽게 사용 가능한 램 기반 파일 시스템이다. 이것은 커널 개발자들이 사용자 공간에서 정보를 활용 가능하게 해주는 것을 편하게 하기 위해 존재한다. 단지 프로세스에 대한 정보를 제공하는 목적을 가진 /proc이나, 파일 당 엄격한 한 값을 규칙으로 갖는 sysfs와 달리 이것은 규칙이 존재하지 않는다. 개발자들은 자신이 원하는 아무 정보를 여기에 넣을 수 있다.

## 사용
debugfs 기능을 사용해서 리눅스 커널을 컴파일하기 위해서는, CONFIG_DEBUG_FS 옵션이 yes로 설정되어야 한다. 이것은 일반적으로 /sys/kernel/debug 에 다음과 같은 명령어로 마운트된다:
```
mount
 
-t
 
debugfs
 
none
 
/sys/kernel/debug

```

이것은 다음을 포함하는 C 헤더 파일 linux/debugfs.h의 여러 호출들을 사용함으로써 조작 가능하다:
- debugfs_create_file - 디버그 파일 시스템에서 파일을 생성하기 위한.
- debugfs_create_dir - 디버그 파일 시스템에서 디렉토리를 생성하기 위한.
- debugfs_create_symlink - 디버그 파일 시스템에서 심볼릭 링크를 생성하기 위한.
- debugfs_remove - 디버그 파일 시스템에서 debugfs 엔트리를 제거하기 위한.